# Samsung Galaxy S21
Samsung Galaxy S21 este o serie de smartphone-uri Android de ultimă generație, dezvoltate și comercializate de Samsung Electronics. Fac parte din seria Galaxy S și servesc ca succesori ai seriei Samsung Galaxy S20. Primele trei smartphone-uri au fost dezvăluite la evenimentul Samsung Galaxy Unpacked din 14 ianuarie 2021, iar modelul Fan Edition a fost prezentat la Samsung CES pe 3 ianuarie 2022.
Seria S21 este formată din modelul de bază Galaxy S21, modelul mai mare Galaxy S21+, modelul premium Galaxy S21 Ultra și modelul de gamă medie Galaxy S21 FE. Principalele îmbunătățiri față de modelele anterioare includ specificații mai performante, un ecran cu rată de reîmprospătare adaptivă de 120 Hz, un sistem de camere avansat care permite înregistrarea video 8K (7680x4320) pentru primele trei modele și zoom super-rezoluție de 30x-100x pentru modelul Ultra.
Primele trei telefoane au fost lansate în Statele Unite și Europa pe 29 ianuarie 2021, în timp ce Fan Edition a fost lansat global pe 7 ianuarie 2022. Prețurile de lansare pentru Galaxy S21 FE, S21, S21+ și S21 Ultra au pornit de la 699,99 USD, 799,99 USD, 999,99 USD și, respectiv, 1.079,99 USD.
Seria Galaxy S21 a fost succedată de Galaxy S22, anunțat pe 9 februarie 2022.

## Istoric

### S21 FE
"Fan Edition" a fost dezvăluit la evenimentul Samsung CES 2022, pe 3 ianuarie 2022. S21 FE servește ca succesor al lui S20 FE, o variantă de gamă medie a seriei Galaxy S lansată la acea vreme. Fan Edition păstrează majoritatea specificațiilor și designului S21, cu diferențe minore pentru a justifica prețul mai mic. Telefonul a fost planificat inițial pentru lansare în octombrie 2021, dar a fost amânat din cauza deficitului global de cipuri din 2020-2023.

### S21, S21+ și S21 Ultra
Gama primelor trei dispozitive a fost dezvăluită la evenimentul Samsung Galaxy Unpacked din 14 ianuarie 2021. Cele trei dispozitive au servit ca succesori ale modelelor din 2020. Designul tuturor dispozitivelor a suferit o schimbare semnificativă, reproiectând modulul masiv al camerei din spate cu unul mai subțire, integrat cu butoanele, oferind un aspect uniform pentru S21, S21+ și S21 Ultra. Modelul de bază are un spate din policarbonat (plastic), fiind singurul model dintre cele trei care a beneficiat de această schimbare. Specificațiile sale sunt similare cu cele ale lui S20. S21+ păstrează specificațiile și designul lui S21 obișnuit, cu diferențe minore. Acesta servește ca succesor al lui S20+. S21 Ultra este modelul premium al seriei S21, fiind integrat ca versiune profesională a gamei și succesor al lui S20 Ultra. Telefonul a devenit primul din Seria S care are suport S-Pen, cu funcționalități limitate. Seria S21 a fost înlocuită odată cu lansarea Galaxy S22. Telefoanele au fost lansate pe 29 ianuarie 2021.

## Alcătuire
Seria Galaxy S21 cuprinde patru dispozitive, Galaxy S21 fiind inițial cel mai accesibil. Are un ecran mai mic și un spate din policarbonat (plastic). Ulterior, a fost lansat Galaxy S21 FE, care are un preț mai mic și un design similar cu S21, dar cu o cameră mai puțin proeminentă și un spate din policarbonat, nu din metal. Spre deosebire de Galaxy S20+, Galaxy S21+ este foarte similar cu S21 din punct de vedere al specificațiilor, cu excepția unui ecran mai mare, a unei capacități mai mari a bateriei și a unui spate din sticlă, nu din plastic. Galaxy S21 Ultra are un ecran și mai mare, o baterie mai performantă și o serie de alte îmbunătățiri față de celelalte modele, inclusiv o configurație mai avansată a camerei foto. De remarcat este senzorul principal de 108 MP cu autofocalizare laser și un ecran cu o rezoluție mai mare de 1440p. S21 Ultra este, de asemenea, primul telefon din seria Galaxy S care acceptă S Pen, deși este vândut separat și are o funcționalitate limitată.

## Design
Seria Galaxy S21 păstrează un design similar cu predecesorul său, prezentând un ecran Infinity-O cu un decupaj circular central în partea superioară pentru camera frontală de selfie. Panoul din spate al modelelor S21 și S21 FE este fabricat din policarbonat armat (plastic) întărit, similar cu cel al modelelor S20 FE și Note 20, în timp ce S21+ și S21 Ultra utilizează sticla Gorilla Glass Victus de ultimă generație. Blocul camerei din spate a fost integrat în corpul telefonului pentru toate modelele, cu excepția S21 FE. Spre deosebire de celelalte modele, S21 FE are un bloc de cameră din policarbonat armat integrat în capacul din spate și un cadru metalic. De asemenea, S21 Ultra are un cadru de cameră din fibră de carbon pentru culorile exclusive.

## Specificații

### Hardware

#### Chipset-uri (SoC)
Seria Galaxy S21 include patru modele cu configurații hardware distincte. Modelele S21 destinate piețelor internaționale și coreene utilizează procesorul Exynos 2100, în timp ce modelele destinate Statelor Unite, Canadei, Chinei, Taiwanului, Hong Kongului și Japoniei utilizează Qualcomm Snapdragon 888. Modelele S21 FE destinate piețelor americane, canadiene, chineze și europene utilizează Snapdragon 888, în timp ce modelele destinate piețelor coreene, indiene, braziliene și australiene utilizează Exynos 2100.

#### Display
Seria Galaxy S21 este dotată cu "Dynamic AMOLED 2X” care suportă HDR10+ și tehnologia „dynamic tone mapping”. Toate modelele, cu excepția S21 FE, utilizează un senzor de amprentă ultrasonic de a doua generație integrat în ecran. S21 FE are un senzor optic de amprentă integrat în ecran. De asemenea, S21 Ultra poate folosi acum 120 Hz la rezoluție 1440p, spre deosebire de predecesorul său (limitat la 120 Hz la 1080p).
| Model     | Dimensiunea afișajului (in) | Rezoluția afișajului | Rata de reîmprospătare maximă | Rată de reîmprospătare variabilă | Formă            |
| --------- | --------------------------- | -------------------- | ----------------------------- | -------------------------------- | ---------------- |
| S21       | 6.2                         | 2400x1080            | 120 Hz                        | 48 Hz la 120 Hz                  | Laturi plate     |
| S21 FE    | 6.4                         | 2340x1080            | 120 Hz                        | 60 Hz/120 Hz                     | Laturi plate     |
| S21+      | 6.7                         | 2400x1080            | 120 Hz                        | 48 Hz la 120 Hz                  | Laturi plate     |
| S21 Ultra | 6.8                         | 3200x1440            | 120 Hz                        | 10 Hz la 120 Hz                  | Laturile curbate |

| Modele     | Galaxy S21 | Galaxy S21 | Galaxy S21+ | Galaxy S21+ | Galaxy S21 Ultra | Galaxy S21 Ultra | Galaxy S21 FE | Galaxy S21 FE |
| ---------- | ---------- | ---------- | ----------- | ----------- | ---------------- | ---------------- | ------------- | ------------- |
|            | RAM        | Stocare    | RAM         | Stocare     | RAM              | Stocare          | RAM           | Stocare       |
| Varianta 1 | 8 GB       | 128 GB     | 8 GB        | 128 GB      | 12 GB            | 128 GB           | 6 GB          | 128 GB        |
| Varianta 2 | 8 GB       | 256 GB     | 8 GB        | 256 GB      | 12 GB            | 256 GB           | 8 GB          | 128 GB        |
| Varianta 3 | -          | -          | -           | -           | 16 GB            | 512 GB           | 8 GB          | 256 GB        |

Modelele S21 și S21+ vin cu 8 GB de RAM și opțiuni de stocare internă de 128 GB și 256 GB. S21 Ultra are 12 GB de RAM și opțiuni de stocare internă de 128 GB și 256 GB, precum și o variantă de 16 GB cu 512 GB de stocare. S21 FE oferă 6 GB sau 8 GB de RAM și opțiuni de stocare internă de 128 GB și 256 GB. Toate cele patru modele nu au un slot pentru card microSD, spre deosebire de seria S20 care îl avea.

#### Baterii
Seria Galaxy S21 include baterii nedetașabile de 4000 mAh (S21), 4500 mAh (S21 FE), 4800 mAh (S21+) și 5000 mAh (S21 Ultra). Toate cele patru modele suportă încărcarea prin cablu prin USB-C la o putere de până la 25 W (utilizând USB Power Delivery), precum și încărcarea wireless Qi de până la 15 W. De asemenea, pot încărca wireless alte dispozitive compatibile Qi de la propria baterie, prin funcția "Wireless PowerShare", la o putere de până la 4,5 W.

#### Conectivitate
Toate cele patru telefoane suportă rețele 5G SA/NSA. Modelele Galaxy S21, S21+ și S21 FE suportă Wi-Fi 6 și Bluetooth 5.0, în timp ce Galaxy S21 Ultra suportă Wi-Fi 6E și Bluetooth 5.2. Modelele S21+ și S21 Ultra beneficiază, de asemenea, de Ultra Wideband (UWB) pentru comunicații cu rază scurtă de acțiune similare cu NFC (a nu se confunda cu 5G mmWave, denumit de Verizon ca Ultra Wideband). Samsung utilizează această tehnologie pentru noua funcție "SmartThings Find" și pentru Samsung Galaxy SmartTag+.

#### Camere
| Modele                | Modele       | Galaxy S21 și S21+                            | Galaxy S21 Ultra                         | Galaxy S21 FE                                   |
| --------------------- | ------------ | --------------------------------------------- | ---------------------------------------- | ----------------------------------------------- |
| Lat                   | Specificații | 12 MP, f/1.8, 26 mm, 1/1,76", DPAF, OIS       | 108 MP, f/1.8, 24 mm, 1/1,33", PDAF, OIS | 12 MP, f/1.8, 26 mm, 1/1.76", PDAF dublu, OIS   |
| Lat                   | Model        | Samsung S5K2LD sau Sony IMX555                | Samsung S5KHM3                           | Samsung S5K2LD sau Sony IMX555                  |
| Ultrawide             | Specificații | 12 MP, f/2.2, 13 mm, 1/2.55", focalizare fixă | 12 MP, f/2.2, 13 mm, 1/2,55", DPAF       | 12 MP, f/2.2, 15 mm, 1/3.1", Focalizare fixă    |
| Ultrawide             | Model        | Samsung S5K2LA                                | Sony IMX563                              | Samsung S5K3L6                                  |
| Telefotografie        | Specificații | 64 MP, f/2.0, 29 mm, 1/1,72", PDAF, OIS       | 10 MP, f/2.4, 70 mm, 1/3,24", DPAF, OIS  | 8 MP, f/2.4, 76 mm, 1/4,5", PDAF, OIS (zoom 3x) |
| Telefotografie        | Model        | Samsung S5KGW2                                | Samsung S5K3J1                           | SK Hynix HI-847                                 |
| Teleobiectiv Periscop | Specificații | -                                             | 10 MP, f/4.9, 240 mm, 1/3,24", DPAF, OIS | -                                               |
| Teleobiectiv Periscop | Model        | -                                             | Samsung S5K3J1                           | -                                               |
| Față                  | Specificații | 10 MP, f/2.2, 26 mm, 1/3,24", DPAF            | 40 MP, f/2.2, 26 mm, 1/2.8", PDAF        | 32 MP, f/2.2, 26 mm, 1/2.74", Focalizare fixă   |
| Față                  | Model        | Sony IMX374                                   | Samsung S5KGH1                           | Sony IMX616                                     |

S21 și S21+ păstrează configurația de camere similară cu predecesorii lor, dar beneficiază de software și procesare a imaginii îmbunătățite.  Ambele modele au un senzor principal de 12 MP, un teleobiectiv de 64 MP cu zoom hibrid 3x și un ultrawide de 12 MP. S21 FE are la rândul său o configurație similară cu predecesorul său, dar cu software și procesare a imaginii optimizate. Dispune de un senzor principal de 12 MP, un teleobiectiv de 8 MP cu zoom optic 3x și un ultrawide de 12 MP. S21 Ultra se remarcă prin noul senzor HM3 de 108 MP, care aduce diverse îmbunătățiri față de predecesorul HM1, inclusiv HDR pe 12 biți. De asemenea, are două teleobiective de 10 MP cu zoom optic 3x și 10x, respectiv un ultrawide de 12 MP.  Camera frontală utilizează un senzor de 10 MP pe S21 și S21+, de 32 MP pe S21 FE și de 40 MP pe S21 Ultra. Înregistrarea 4K@60 este suportată de camera ultrawide de pe S21, S21+ și S21 FE și de toate camerele de pe S21 Ultra. 
Toate modelele permit înregistrarea video 4K la 60 fps cu camera ultrawide, iar S21 Ultra oferă această opțiune pe toate camerele.
Toate camerele sunt produse de Samsung, cu excepția:
- Ultrawide 12 MP de pe S21 Ultra și frontală 10 MP de pe S21 și S21+ (Sony)

- Teleobiectiv 8 MP de pe S21 FE (SK Hynix)

Seria Galaxy S21 poate înregistra clipuri video HDR10+ și acceptă formatul de fișier HEIF.

##### Controversa foto a Lunii
Utilizatorii au descoperit că optimizatorul de scenă inclus în Samsung Galaxy S21 și în modelele ulterioare utilizează inteligența artificială pentru a identifica Luna și a adăuga detalii care nu pot fi capturate de camera telefonului. Se pare că acest lucru se realizează prin compararea imaginii cu o bibliotecă de fotografii existente cu Luna. Totuși, Samsung a contestat această afirmație, susținând că optimizatorul de scenă utilizează un algoritm de inteligență artificială care îmbunătățește detaliile fotografiilor cu Luna, dar nu adaugă elemente artificiale.

##### Moduri video acceptate
Seria Samsung Galaxy S21 acceptă următoarele moduri video:
- 8K @24fps (nu este disponibil pe modelul FE)[18]
- 4K @30/60fps
- 1080p @30/60/240fps
- 720p @960fps (480fps interpolat la 960fps pe S21 Ultra)[19][20]

Cadrele statice extrase din filmările de înaltă rezoluție pot servi ca fotografii de sine stătătoare.

### Software
Primele trei modele S21 au fost lansate cu Android 11 (One UI 3.1) și Google Mobile Services, sub interfața One UI de la Samsung. Deși era planificat ca S21 FE să vină cu aceeași versiune de Android și interfață One UI, din cauza întârzierii, toate dispozitivele au primit actualizarea la Android 12 (One UI 4.0) la lansare. Toate modelele utilizează Samsung Knox pentru a oferi o securitate sporită a dispozitivului, inclusiv protecție la resetarea din fabrică (FRP). Există o versiune separată a Knox dedicată utilizării în mediul de afaceri. Primele trei smartphone-uri din seria S21 au primit actualizarea la Android 12 și One UI 4 pe 15 noiembrie 2021. Pe 28 iulie 2022, Samsung a introdus un "mod de reparații" pe Galaxy S21. Acest mod ascunde datele utilizatorului atunci când dispozitivul este predat unui tehnician pentru service.
Actualizarea One UI 5, bazată pe Android 13, a început să fie distribuită pe dispozitivele S21 începând cu 7 noiembrie 2022. Actualizarea One UI 6, bazată pe Android 14, a început să fie distribuită pe dispozitivele S21 începând cu 2 mai 2024.

## Recepție
Recenzia lui Dieter Bohn de la The Verge a apreciat ecranul vibrant al S21 Ultra, performanța rapidă, bateria de lungă durată și îmbunătățirile semnificative ale sistemului de camere, comparându-l favorabil cu iPhone 12 Pro Max. Cu toate acestea, Bohn a menționat că spatele din sticlă al telefonului este mai predispus la zgârieturi minore. Recenzia lui David Imel de la Android Authority a concluzionat că Samsung Galaxy S21 Ultra este "un smartphone puternic" și că "sistemul de camere foto al Samsung Galaxy S21 Ultra este unul dintre cele mai bune de pe Android". Matt Sweder de la Techradar a oferit o recenzie pozitivă, remarcând "designul hipnotizant", numindu-l "cel mai elegant telefon Samsung de până acum" și performanța fotografică "fenomenală". Totuși, a criticat prețul ridicat, lipsa slotului pentru card microSD și a pus sub semnul întrebării utilitatea suportului pentru stylus S Pen (achiziționat separat), care nu are un loc de depozitare pe telefon.
Criticile s-au concentrat pe lipsa încărcătorului și a slotului pentru card microSD, o caracteristică prezentă pe predecesorul său, Galaxy S20. Ironia constă în faptul că, în 2018, Samsung a ironizat lipsa acelorași caracteristici și a portului jack audio de pe iPhone într-o serie de reclame pentru Galaxy S9 numită „Ingenious”. Reclamele prezentau clienți nemulțumiți de iPhone confruntându-se cu un angajat al Apple Store din cauza lipsei de funcționalități, o caracteristică eliminată ulterior de pe toate telefoanele Galaxy.
Similar cu Apple, Samsung a decis să nu mai includă un încărcător de perete sau căști la achiziția seriei de smartphone-uri Galaxy S21. Compania își motivează decizia prin faptul că "Samsung consideră că eliminarea căștilor și a încărcătoarelor din ambalajul dispozitivelor poate contribui la rezolvarea problemei tot mai mari a deșeurilor electronice și a duplicării inutile a acestor articole". Totuși, atingerea celei mai mari viteze de încărcare poate necesita achiziționarea ulterioară a unui încărcător separat, cu un ambalaj propriu și o amprentă de carbon asociată transportului.